# Fontinalis thulensis
Fontinalis thulensis là một loài Rêu trong họ Fontinalaceae. Loài này được C.E.O. Jensen mô tả khoa học đầu tiên năm 1896.